# 奈斯托斯河
奈斯托斯河（希臘語：Νέστος），又称为梅斯塔河，一条流经保加利亚与希腊两国的河流。发源于里拉山脉的科拉罗夫峰(Kolarov)，注入在萨索斯岛附近的爱琴海海域。全长230公里，其中126公里位于保加利亚。